# 大通り (花巻市)
大通り（おおどおり）は、岩手県花巻市に存在する町名である。花巻市の花巻中央地区内の一つであり、現行行政区名は大通り一丁目（行政区コード121）と大通り二丁目（行政区コード122）である。郵便番号は025-0092。

## 世帯数と人口
2017年（平成29年）5月31日現在の世帯数と人口は以下の通りである。
| 丁目         | 世帯数  | 人口  |
| ------------ | ------- | ----- |
| 大通り一丁目 | 126世帯 | 262人 |
| 大通り二丁目 | 59世帯  | 117人 |
| 計           | 185世帯 | 379人 |

## 地理
大通りはJR花巻駅の東口側に広がる地名で、その周囲の町名では北東に愛宕町、東に坂本町、南東に吹張町、南に末広町、南西に材木町、西に西大通りとそれぞれ接している。

## 交通

### 鉄道
- JR東日本東北本線と釜石線の花巻駅が大通り一丁目（同駅東口側）に存在（釜石線は同駅が起点）。

### バス
花巻駅の東口から岩手県交通の花巻営業所が乗り入れており、その営業所が運行する昼行高速バスの内のけんじライナーと一般路線バスの全ての路線が同駅を発着または経由している。ちなみに一般路線バスの一部の路線が大通り一丁目と大通り二丁目を経由している。
域内のバス停に停車するバス路線は以下の通りである。
- 岩手県交通
  - けんじライナー
  - 石鳥谷線（花北1-4）
  - 花巻温泉線（温1-5）
  - 湯口線（鉛1-3）
  - 土沢線（土1）
  - 教育センター線（新1）
  - 高木団地線（高4）
  - 高木団地線（高4）
  - 太田線（太1）
  - 天下田団地線（天1）
  - 成田線・花巻北高線（成1・北高1）
  - 大迫・花巻線（大迫1・大迫2）
- 市街地循環バス[6]
  - ふくろう号（右回り）
  - 星めぐり号（左回り）

### 道路
- 岩手県道103号花巻和賀線と岩手県道297号花巻停車場花巻温泉郷線が大通り一丁目の花巻駅前（東口側）の交差点で接し、いずれも同交差点が起点である。なお、岩手県道297号が誕生した2015年4月以前までは既に廃止されている岩手県道116号花巻停車場線の一部として存在していた（116号も起点が花巻駅前だった）。

## 施設
- JR花巻駅
- ホテルグランシェール花巻
- なはんプラザ
- 高源精麦
- 御宿玉川
- 林風舎
- たきの内科循環器科クリニック
- 小瀬川皮膚科医院
- 植村歯科医院